# 10.5厘米LG 42無後坐力炮
10.5厘米LG 42無後坐力炮（德語：10.5 cm Leichgeschütz 42），簡稱LG 42，是二戰期間由萊茵金屬製造的德國無後坐力炮。

## 歷史
LG 42的研發歷史並不明晰，但看來是基於同公司的7.5厘米LG 40無後坐力炮於1941年克里特島戰役大放異彩後所設計的放大版。雖然競爭對手克虜伯的10.5厘米LG 40率先進入服役,，但萊茵金屬的LG 42的生產數量更多。

## 設計特色
LG 42基本上是7.5厘米LG 40的放大和改进版本。它在喷嘴中加入了扭矩叶片，以抵消由膛线和喷嘴失效所产生的扭矩力。它也改進了擊發系統來避免小型的類似設計上所發生的問題。和其他德國10.5厘米無後坐力炮一樣，LG 42也通用10.5厘米leFH 18輕型榴彈炮的炮彈。LG 42-1版本以錳鋁合金製造，而LG 42-2因戰爭後期輕量合金匱乏，所以用普通鋼鐵來替代。 兩個版本都可以拆成四份以執行空降任務。

## 實際使用
不像7.5厘米LG 42，兩種10.5厘米無後坐力炮都獨立編在炮兵連和炮兵營中。包括423–426, 429, 433和443炮兵連，其中大部分後來都編進了423和424輕型炮兵營中 (Leichtgeschütze-Abt)。這些單位在極地的第20山地軍或者中部俄羅斯的中央集團軍中服役。

## 來源
1. ↑  Chamberlain, Peter. . Gander, Terry. New York: Arco. 1975: 31  [2019-12-09]. ISBN 0668038195. OCLC 2067391. （原始内容存档于2019-10-18）.
2. ↑  .   [2007-12-16]. （原始内容存档于2009-03-21）.

- Engelmann, Joachim and Scheibert, Horst. Deutsche Artillerie 1934-1945: Eine Dokumentation in Text, Skizzen und Bildern: Ausrüstung, Gliederung, Ausbildung, Führung, Einsatz. Limburg/Lahn, Germany: C. A. Starke, 1974
- Hogg, Ian V. German Artillery of World War Two. 2nd corrected edition. Mechanicsville, PA: Stackpole Books, 1997 ISBN 1-85367-480-X